# Ove Fundin
Ove Fundin (* 23. Mai 1933 in Tranås, Schweden) ist ein ehemaliger schwedischer Speedwayfahrer. Er ist fünfmaliger Einzel- und sechsmaliger Team-Weltmeister im Speedway. Zudem gewann er einen Paar-Weltmeistertitel.
Seine Karriere begann er 1951 in der schwedischen Speedwayliga. 1961 erhielt er die Svenska-Dagbladet-Goldmedaille als Schwedischer Sportler des Jahres. 1970 beendete er seine Karriere. Er wird von vielen Experten als der beste Speedwayfahrer aller Zeiten gehandelt. Zu seinen Ehren wurde der Pokal der Team-Weltmeisterschaft Ove Fundin Trophy getauft.

## Erfolge

### Einzel
- Weltmeister: 1956, 1960, 1961, 1963, 1967
- schwedischer Meister: 1956, 1957, 1960, 1962, 1964, 1966, 1967, 1969, 1970

### Team
- Weltmeister: 1960, 1962, 1963, 1964, 1967, 1970
- Paar-Weltmeister: 1968

| Personendaten    | Personendaten               |
| ---------------- | --------------------------- |
| NAME             | Fundin, Ove                 |
| KURZBESCHREIBUNG | schwedischer Speedwayfahrer |
| GEBURTSDATUM     | 23. Mai 1933                |
| GEBURTSORT       | Tranås, Schweden            |